# Cmentarz wojenny nr 83 – Wapienne
Cmentarz wojenny nr 83 – Wapienne – cmentarz z I wojny światowej znajdujący się we wsi Wapienne, w gminie Sękowa, w powiecie gorlickim, w województwie małopolskim. Jeden z ponad 400 zachodniogalicyjskich cmentarzy wojennych zbudowanych przez Oddział Grobów Wojennych C. i K. Komendantury Wojskowej w Krakowie. Zaprojektowany przez Hansa Mayra.

## Opis
Cmentarz znajduje się w pobliżu (po wschodniej stronie) drogi Wapienne – Rozdziele, ok. 300 m na północny zachód od uzdrowiska w Wapiennem. 
Jest to niewielki obiekt na planie zbliżonym do rombu, o powierzchni 243 m². Ogrodzony pełnym murem z ciosów kamiennych z drewnianą furtką. Na środku na wysokim kamiennym cokole drewniany rosyjski krzyż centralny Mayra. Na mogiłach żelazne krzyże dwuramienne na betonowych cokołach.
Na cmentarzu pochowano 38 żołnierzy rosyjskich w 7 mogiłach zbiorowych oraz 15 grobach pojedynczych poległych w maju 1915.

## Galeria

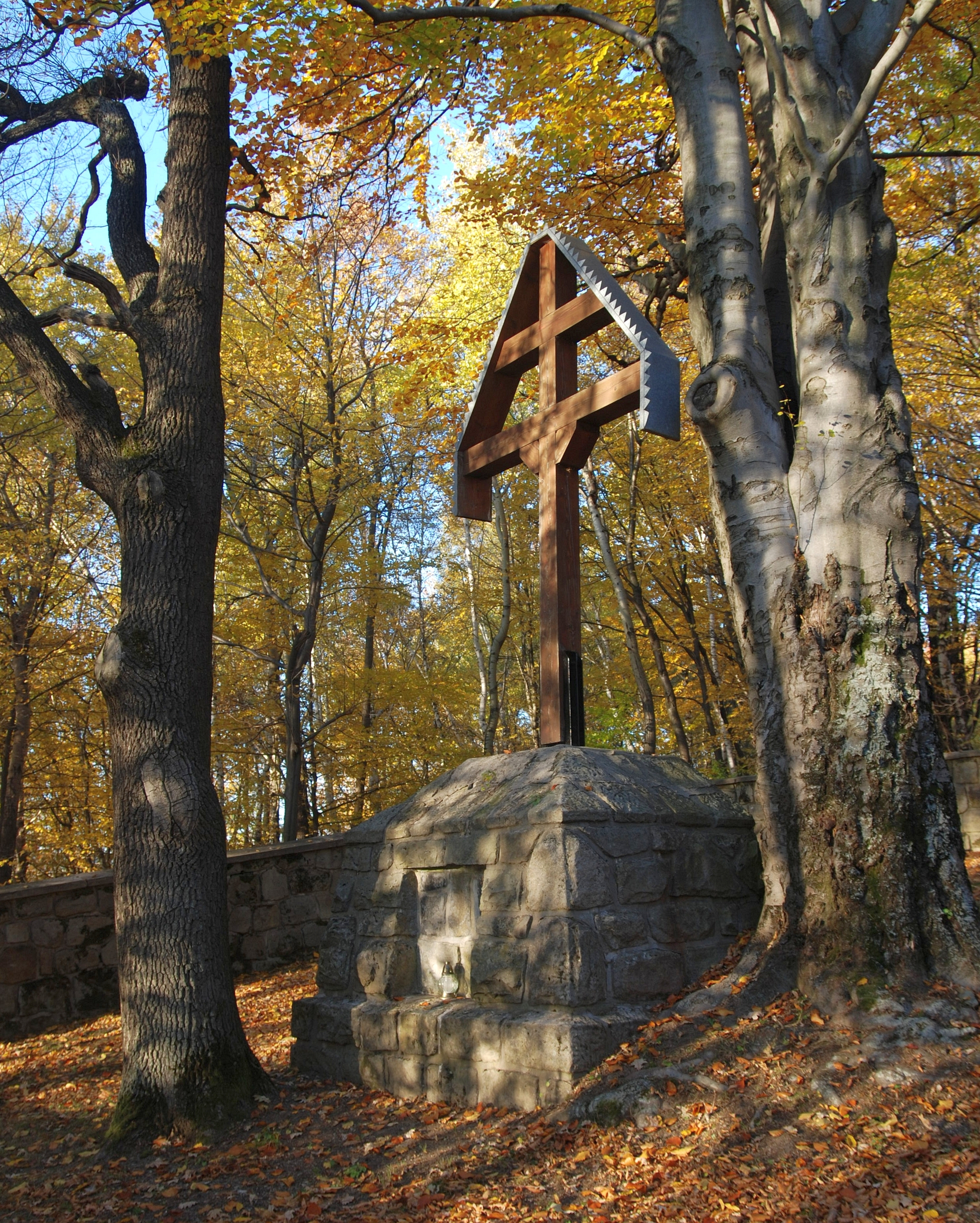
Rosyjski krzyż centralny Mayra
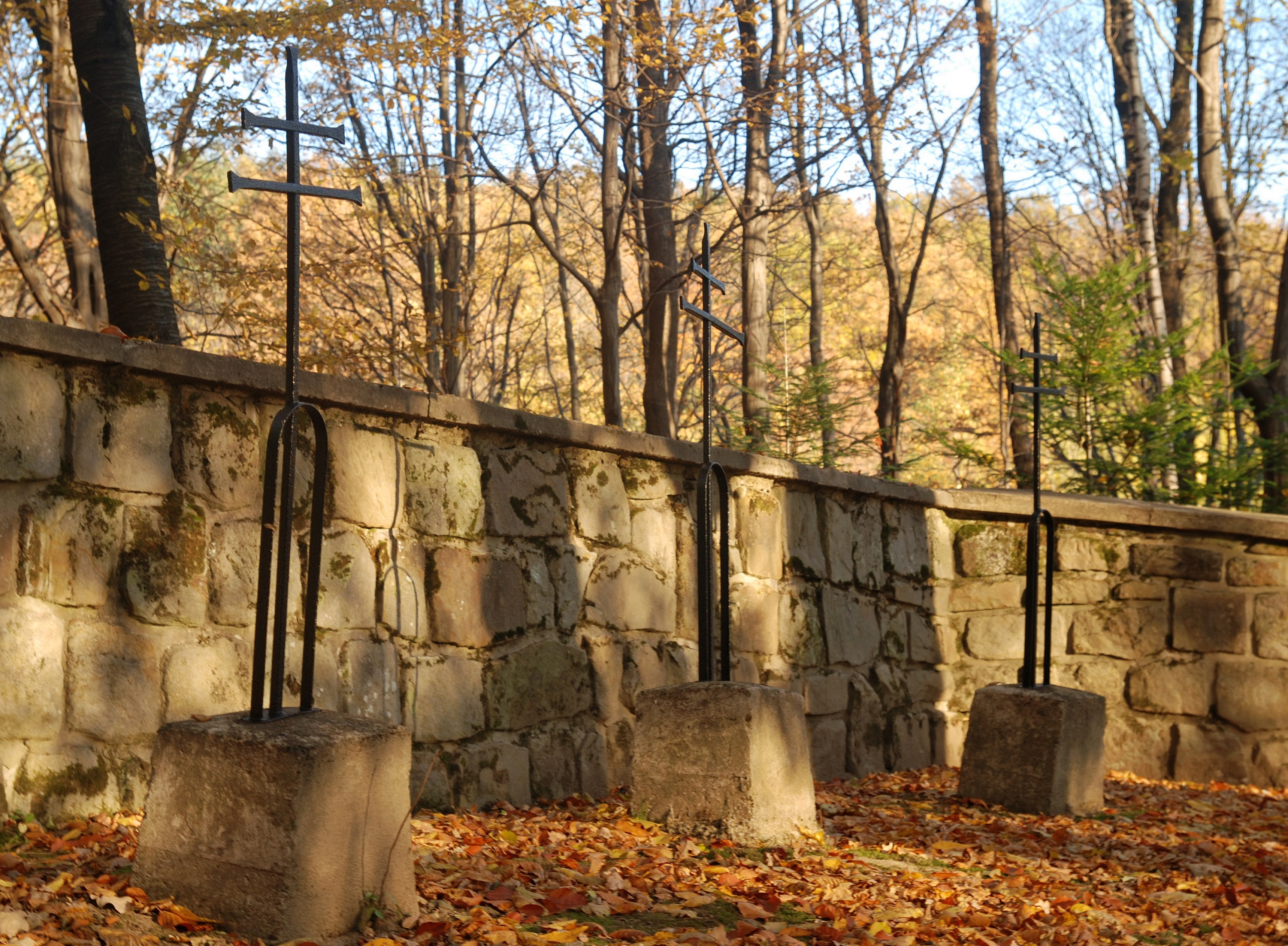
Fragment cmentarza
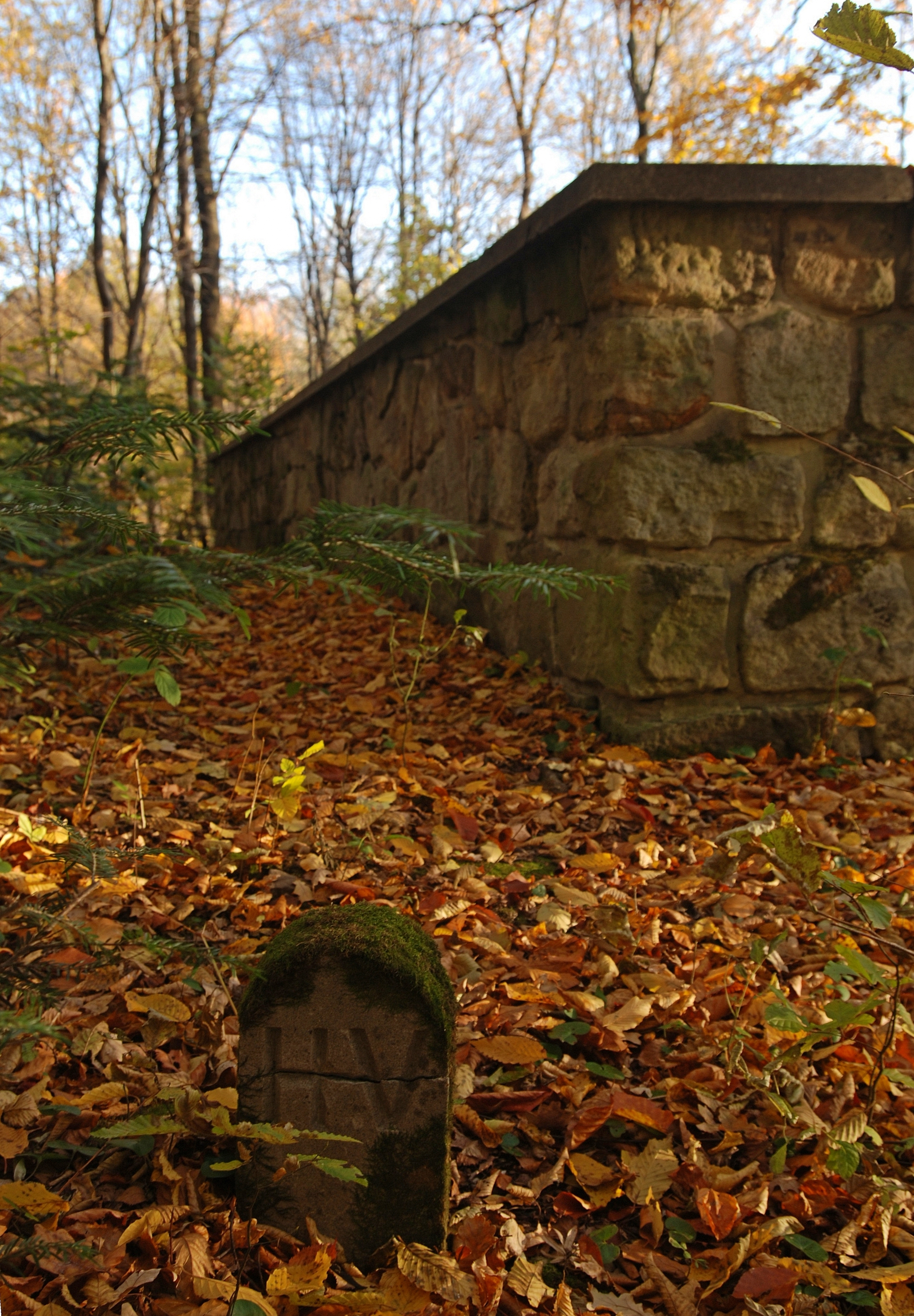
Granicznik cmentarza HV (Heeres Vermessung)